# امامزاده شازده زید
امامزاده شازده زید مربوط به سده‌های میانه دوران‌های تاریخی پس از اسلام است و در شهرستان اسفراین، بخش مرکزی، دهستان دامنکوه، ۳۰۰ متری شمال روستای توی واقع شده و این اثر در تاریخ ۲۸ اسفند ۱۳۸۵ با شمارهٔ ثبت ۱۸۷۳۴ به‌عنوان یکی از آثار ملی ایران به ثبت رسیده است.